# کلمان اوار
کلمان امبو اوار (فرانسوی: Clement imbaut Huart‎، شرق‌شناس فرانسوی، به‌ویژه به‌عنوان ویراستار و مترجم متون عربی، فارسی و ترکی و به دلیل آثار پرشمارش که این حوزه گسترده زبانی از مراکش تا منطقه ترک-فارسی را پوشش می‌دهد، شناخته شده است. او به جنبه‌های مختلف مطالعات شرقی شامل هنر و ادبیات، خوشنویسی، تاریخ ادیان، زبان‌شناسی (دستور زبان، گویش‌شناسی)، فیلولوژی و تاریخ سیاسی پرداخته است.
کلمان اوار در سال ۱۸۵۴ میلادی در پاریس متولد شد. او از شاگردان «مدرسهٔ زبان‌های شرقی» و «اکول پرتیک» (پژوهشگاه علوم اجتماعی) بود. به سه زبان فارسی، ترکی و عربی مسلط بود و در هریک تألیفاتی دارد. همچنین مقالاتی در باب تاریخ و جغرافیا، صرف و نحو و ادبیات ملل اسلامی و ادبیات ایران به چاپ رسانده‌ است، از جمله در نشریۀ آسیایی و دانشنامۀ اسلام؛ از سال ۱۸۷۵ تا ۱۸۹۸ میلادی. به مدت بیست سال در استانبول و سه سال در دمشق با سمت مترجمی و کنسولیار و سرکنسول به کار مشغول بود.
در سال ۱۸۹۸ میلادی پس از مرگ شارل شفر، شرق‌شناس معروف، به‌جای او به سمت استادی زبان فارسی در مدرسهٔ زبان‌های شرقی منصوب شد و از سال ۱۹۰۸ میلادی استاد علوم اسلامی و مدیر تحقیقات «اکول پرتیک» گردید. در سال ۱۹۱۹ میلادی به‌جای ماسپرو، به عضویت «آکادمی ادبیات و کتیبه‌ها» درآمد.
کلمان نامزد ریاست کل «آکادمی ادبیات و کتیبه‌ها» در سال ۱۹۲۷ میلادی شد، اما پیش از آن یعنی، در اواخر سال ۱۹۲۶ میلادی درگذشت.
او فرزند یک وکیل بود و از ۱۴ سالگی نزد آماند کوسن دو پرسوال (درگذشته ۱۸۷۱، استاد عربی محاوره‌ای و گویش‌ها در مدرسه زبان‌های شرقی) شروع به آموختن زبان عربی کرد. او در مدرسه زبان‌های شرقی در رشته‌های عربی، فارسی، ترکی و یونانی نوین فارغ‌التحصیل شد. سپس در مدرسه عملی پژوهش‌های عالی (EPHE)، بخش علوم دینی، به تحصیل پرداخت و پایان‌نامه‌اش را با عنوان ترجمه «شرف‌الدین رامی، انیس‌العشاق، رساله‌ای در اصطلاحات مربوط به زیبایی» نوشت.
اوار در وزارت امور خارجه منصوب شد و به‌عنوان دانشجوی مترجم به دمشق اعزام شد (۱۸۷۵-۱۸۷۸). او در قسطنطنیه به‌عنوان نایب کنسول و کنسول خدمت کرد (۱۸۷۸-۱۸۹۸). پس از درگذشت شارل شفر (۱۸۹۸)، او کرسی زبان فارسی را در مدرسه زبان‌های شرقی برعهده گرفت و پس از او، آن مقام به آنری ماسه (۱۸۸۶-۱۹۶۹) رسید. در سال ۱۹۰۸، او همچنین به‌عنوان مدیر مطالعات اسلام و ادیان عربستان در EPHE منصوب شد. او همچنان به‌عنوان «منشی-مترجم» در وزارت امور خارجه خدمت کرد و در سال ۱۹۱۲ به‌عنوان «کنسول کل فرانسه» بازنشسته شد.
در ژانویه ۱۹۱۹، به عضویت آکادمی کتیبه‌ها و ادبیات زیبا انتخاب شد و در سال ۱۹۲۷ ریاست آن را برعهده داشت. او عضو انجمن آسیایی (۱۸۹۸، نایب رئیس ۱۹۱۶-۱۹۲۶) و آکادمی علوم استعماری، رئیس انجمن زبان‌شناسی (۱۹۰۳-۱۹۰۴، ۱۹۱۸) و انجمن قوم‌نگاری بود. اوار در کنگره‌های شرق‌شناسان، از جمله الجزایر (۱۹۰۵)، کپنهاگ (۱۹۰۸) و قاهره (۱۹۰۹) شرکت کرد.
دانش گسترده او در مطالعات شرقی با تسلط او بر زبان‌های اروپایی (انگلیسی، آلمانی، ایتالیایی) نیز تقویت شد. دستاوردهای او در زمینه‌های مطالعات عربی، فارسی و ترکی توسط زندگی‌نامه‌نویسانش ستایش شده است. به گفته هم‌عصرانش، «ترجیحات پنهانی» او برای عربی بود (بویِر)، و او ترکی را بهتر از فارسی می‌دانست که آن را «کمی به شیوه ترکی» تلفظ می‌کرد (ژان دنی). او بارها توسط ادوارد گرانویل براون به دلیل مشارکت‌هایش در مطالعات فارسی در گویش‌شناسی، اشعار گویشی باباطاهر، زبان‌شناسی، تاریخ ادبیات، حروفیه و غیره نقل شده است.
براون به مخالفت اوار با استفاده از اصطلاح «دری» برای برخی از گویش‌های فارسی اشاره کرده که او آن‌ها را تحت عنوان کلی «پهلوی مسلمان» یا «مدیک جدید» قرار داده است. آثار او اگرچه تا حدی منسوخ شده‌اند (به‌ویژه یادداشت‌هایی که بر اساس منابع تاریخی قدیمی نگاشته شده‌اند)، همچنان دارای جذابیت هستند. بسیاری از مقالات متعدد او در نسخه اول دائره‌المعارف اسلام در نسخه دوم تجدید چاپ شده‌اند (گاهی با اصلاحات و کتاب‌شناسی اضافی).
برادر کوچک‌تر کلمان اوار ، کامیل-کلمان ایمبو-اوار (زاده ۱۸۵۷ در پاریس؛ درگذشته ۱۸۹۷ در هنگ‌کنگ)، چین‌شناسی بود که دوران کوتاه حرفه‌اش را به‌عنوان مترجم و کنسول در چین سپری کرد. از جمله مشارکت‌های او، مجموعه اسناد درباره آسیای مرکزی (ترجمه از زبان چینی)، پاریس، ۱۸۸۱ است.

## آثار
آثار او در زمینۀ زبان و ادبیات فارسی عبارت‌اند از:
- «انیس العشاق»، اثر شرف‌الدین رامی (ترجمه و تحشیه)[۱۱]
- رباعیات باباطاهر عریان (ترجمه و تحشیه)[۱۲]
- رباعیات باباطاهر عریان به زبان پهلوی در عصر اسلام (ترجمه و تحشیه)[۱۳]
- گویش فارسی سیوندی.[۱۴]
- یلدای ایرانی[۱۵]
- دوام «ای» و «او» مجهوله در فارسی نوین[۱۶]
- رباعیات منتشرنشدۀ فارسی[۱۷]
- مقاله‌ای دربارهٔ سعدی[۱۸]
- گرشاسب‌نامه، اثر شاعر ایرانی، اسدی توسی (ترجمه)[۱۹]
- جامی[۲۰]
- فردوسی[۲۱]
- عبدالله هاتفی (شاعر ایرانی)[۲۲]
- گویش شیرازی در شعر سعدی[۲۳]
- ایران و تمدن ایرانی انتشارات امیرکبیر